# Juge-commissaire

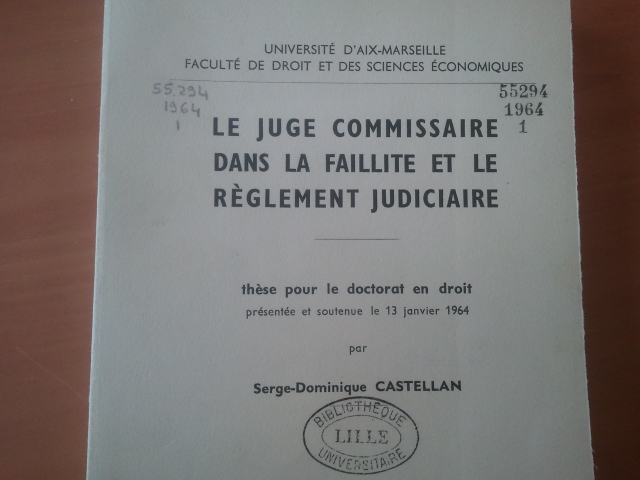
Le Juge-commissaire dans la faillite et le règlement judiciaire

Un juge-commissaire est un juge d'un tribunal de commerce, et exceptionnellement juge au tribunal de grande instance ou un juge chargé du service du tribunal d'instance du domicile du débiteur.
Il intervient dans le cadre du traitement des entreprises en difficulté dès l'ouverture judiciaire d'une procédure collective.
Sa mission principale est d'assurer le bon déroulement des opérations d'assainissement.

## Désignation
Il apparaît à l'article L621-4 du Code de commerce, qui dispose que le tribunal désigne le juge-commissaire, ou plusieurs si nécessaire, selon la taille de l'entreprise à traiter.
Le président de la juridiction qui a pourvu à sa nomination peut, si le juge-commissaire est empêché ou cesse ses fonctions, pourvoir à son remplacement en cours de procédure. Ceci est une mesure d'administration judiciaire, elle est donc insusceptible de recours.

## Fonction
Le juge-commissaire est un ancien métier. Le roman de Balzac, César Birotteau, le décrit comme un personnage généralement muet. 
Cependant, sa fonction a évolué dans le temps, notamment par la Loi de Sauvegarde des entreprises en difficulté du 26 juillet 2005. À tel point que, de nos jours, il est désigné comme le "chef d'orchestre" des procédures de traitement des difficultés de l'entreprise.
Sa fonction est décrite à l'article L621-9 du Code de commerce : il est chargé de "veiller au déroulement rapide de la procédure et à la protection des intérêts en présence".
L'énoncé général de sa mission lui permet d'agir à de multiples périodes du traitement de l'entreprise en état de défaillance. Il est l'organe pivot de l'information. Il exerce son activité en étroite collaboration avec les autres acteurs de la procédure collective, notamment de l'administrateur ou du Liquidateur judiciaire dont il reçoit les informations utiles sur demande ou d'office. Il en va de même avec le Ministère public (France).
Par ailleurs, au-delà de l'information, il lui revient de nommer les différents organes de la procédure.
En outre, pour tout licenciement économique d'un salarié d'une entreprise placée sous procédure judiciaire, son avis est requis.
Il a également à vérifier les créances déclarées par les créanciers. Selon leur admission, elles sont mises à la charge ou non de l'entreprise dans le calcul de son passif. Ces déclarations étant à effectuer dans le respect d'un certain délai, le juge-commissaire peut, s'il l'estime recevable, relever le créancier de sa forclusion, c'est-à-dire l'admettre à déclarer, hors délai, sa créance. C'est un acte très important pour le créancier s'il souhaite obtenir le remboursement de sa créance.
Sa décision d'admission est formulée dans une ordonnance. C'est un instrument judiciaire qui a la même force qu'une décision de justice. Il est donc possible de former un recours contre les décisions du juge-commissaire. Dans cette hypothèse, c'est la juridiction d'ouverture de la procédure qui statuera sur ces contestations.
Lorsqu'il a besoin de requérir l'avis d'un expert pour fonder sa décision, le juge-commissaire peut désigner un technicien et déterminer son mandat. 
Enfin, le juge-commissaire peut impartir un délai plus court ou accorder un délai plus long au liquidateur pour se prononcer sur la résiliation du bail commercial pour loyers impayés.